# Moj jedini način
Moj jedini način je Shortyjev drugi studijski album objavljen 2007. u Aquarius Recordsu.

## Popis pjesama
| #  | Naslov                  | Producent(i)  | Gostovanja        | Trajanje |
| -- | ----------------------- | ------------- | ----------------- | -------- |
| 1  | "Intro"                 |               |                   | 1:59     |
| 2  | "Moj jedini način"      | Shalla        |                   | 3:08     |
| 3  | "Heroji danas"          | Nace          |                   | 4:05     |
| 4  | "Broj jedan"            | Dash          |                   | 4:32     |
| 5  | "Brakolomac"            | Koolade       |                   | 3:28     |
| 6  | "Kad igram ne gubim"    | Dash          |                   | 3:20     |
| 7  | "Samo ritam"            | Koolade       |                   | 3:56     |
| 8  | "Marija"                | Dash          | Vlatka Kopić-Tena | 5:12     |
| 9  | "S dna"                 | Dash          |                   | 3:47     |
| 10 | "Klapa (skit)"          |               |                   | 0:44     |
| 11 | "U laži su kratki noge" | Dash          |                   | 3:10     |
| 12 | "Kratki radio (skit)"   |               |                   | 1:05     |
| 13 | "Narodna"               | Baby Dooks    |                   | 3:24     |
| 14 | "Opusti se i uživaj"    | Brka          | Brka i Aky        | 3:27     |
| 15 | "Tebe nema"             | DJ Makro Polo |                   | 4:05     |